# Brass rubbing

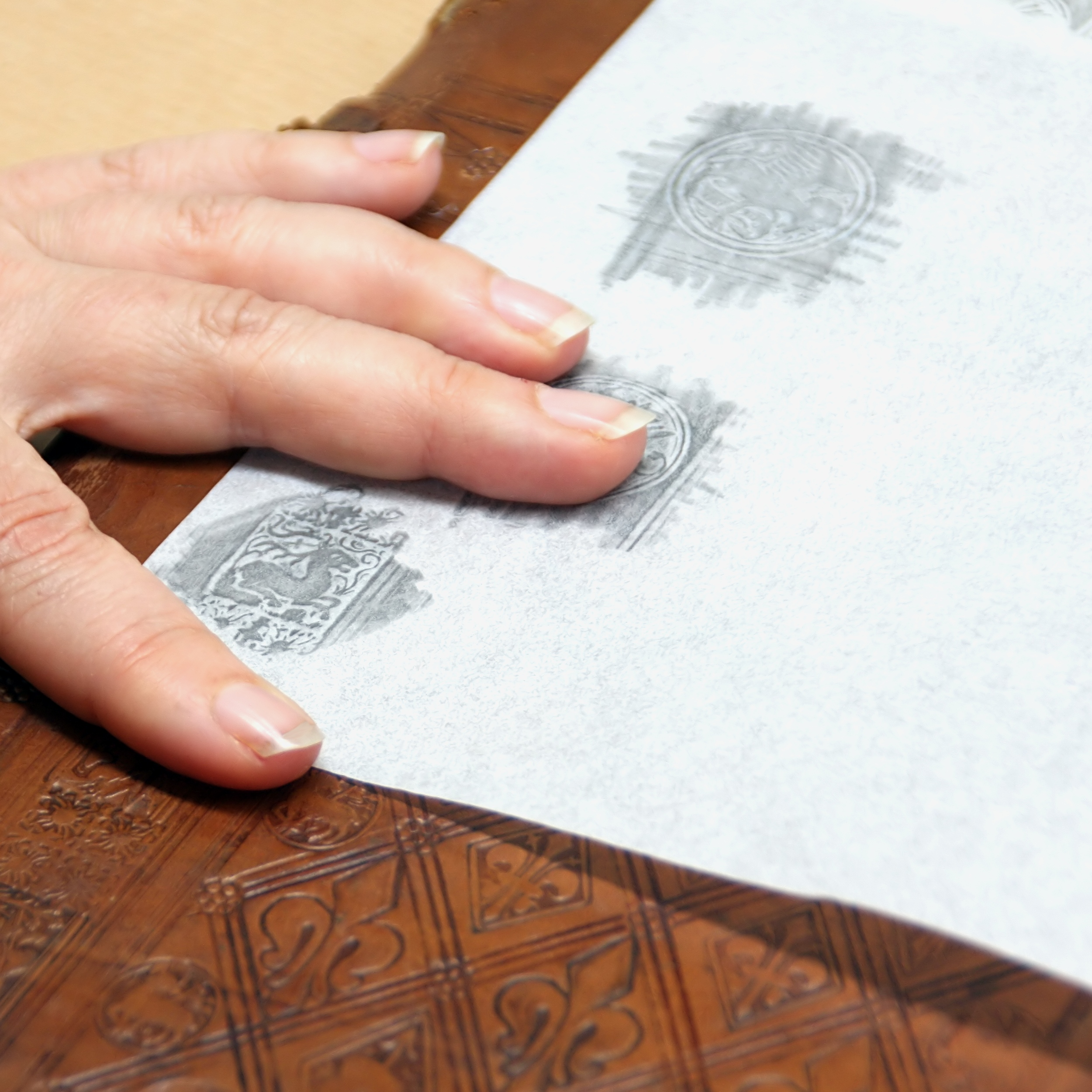
Abreibung eines Stempels im Rahmen der Einbandforschung

Das Brass rubbing ist eine grafische Abbildungstechnik, bei der wie bei einem Abklatsch das Oberflächenrelief eines Gegenstandes durch Abreiben, meist mit Kreide oder Bleistift, auf ein aufgelegtes Papier übertragen wird. Es ermöglicht die detailgenaue Reproduktion und Dokumentation gravierter Metallplatten oder Inschriften sowie verschiedener anderer Oberflächenstrukturen auf Papier. Die einfach zu erlernende Technik ist besonders in England weit verbreitet. Die gleiche Technik wird bei der Einbanddurchreibung verwendet.
Ein bekanntes Kinderspiel ist z. B. das Abbilden von Münzprägungen durch Frottage, vor allem in den USA sind Frottagen berühmter Grabsteine ein populäres Touristensouvenir.

## Monumental brasses

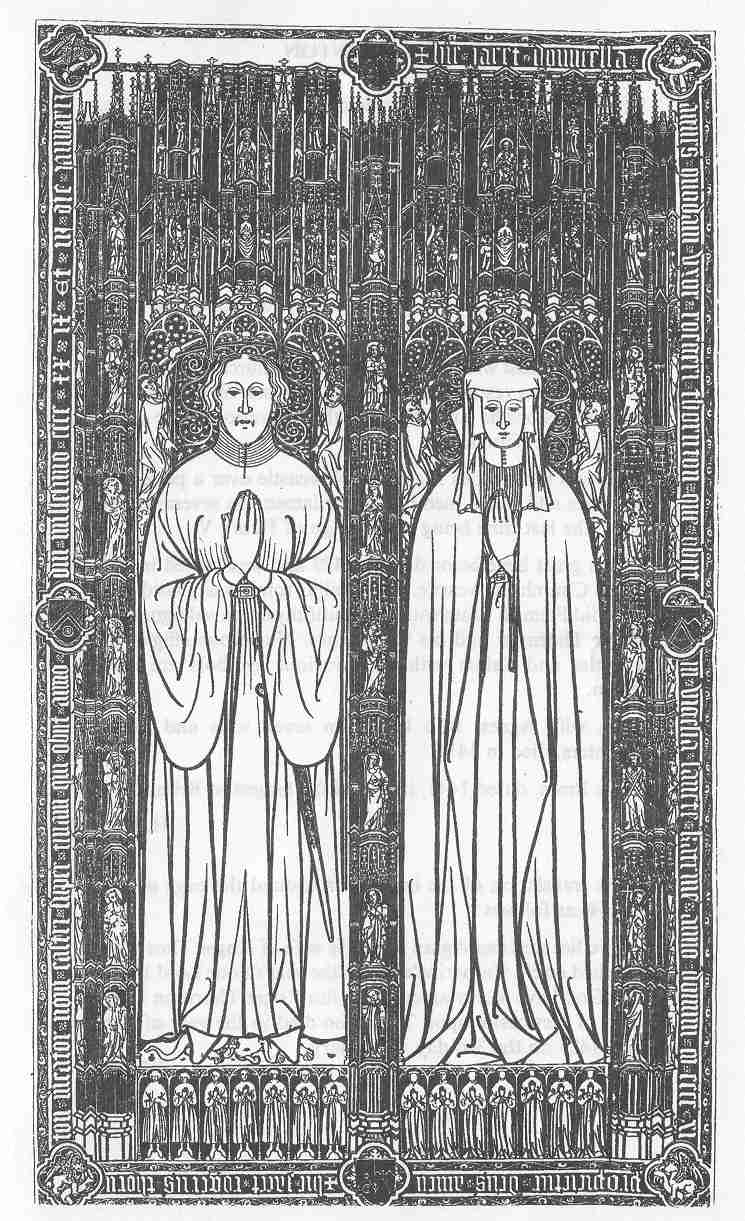
Rubbing des Grabmales des Ehepaares Thornton (Newcastle upon Tyne)

Gegen Ende des Hochmittelalters begannen die wohlhabenden Gesellschaftsschichten Europas damit, sich aufwändige Grabmäler und Epitaphien in den Kirchen und Kathedralen zu errichten. Während solche Denkmäler vorher dem Hochadel oder hohen Klerus vorbehalten waren, ließen sich nun auch Angehörige des niederen Adels, wohlhabende Bürger und Priester auf diese Weise verewigen. Neben figürlichen Darstellungen der Verstorbenen finden sich auch Wappen, Ornamente oder kirchliche Geräte auf den Gedenksteinen. Besonders auf dem Kontinent wurden die meisten dieser Denkmäler voll- oder halbplastisch aus Werkstein herausgearbeitet. Es finden sich jedoch auch zahlreiche gravierte Metallplatten in den Kirchen Europas. Besonders viele Beispiele haben sich in England erhalten (etwa 8000, davon ca. 4000 mit figürlichen Darstellungen), während der ehemals reiche französische Bestand durch die Religionskriege des 16. Jahrhunderts und die Französische Revolution nahezu vollständig vernichtet wurde. In Deutschland sind noch bemerkenswerte Beispiele in Norddeutschland und Sachsen überkommen, etwa in den Domen von Meißen und Freiberg. Allerdings waren gravierte Grabdenkmäler im deutschen Sprachraum weitaus seltener als in Westeuropa. Solche Brassen – woher auch der Name in Verbindung mit dem Durchreiben („rubbing“) stammt – waren gegenüber Bildhauerarbeiten preiswerter und leichter zu transportieren. Die Darstellungen wurden in der Art von Kupferstichen in das Metall graviert oder geätzt, die Platten danach poliert.
Im ausgehenden 18. und frühen 19. Jahrhundert wurde man in England im Zuge der Wiederentdeckung des Mittelalters auch auf die – oftmals sehr dekorativen – gravierten Grabdenkmäler aufmerksam. Besonders im viktorianischen Zeitalter waren die Abriebe als Dekorationsstücke sehr geschätzt. Wegen der angesprochenen Ähnlichkeit dieser Objekte mit Druckplatten füllte man die Gravuren damals manchmal mit Farbe und stellte so Abzüge auf Papier her. Diese Technik hatte natürlich deutliche Nachteile: Zum einen ließ sich die Farbe nur schwer wieder von der Platte entfernen, zum anderen waren die Abzüge seitenverkehrt, was sich besonders bei Inschriften deutlich bemerkbar machte. Aus diesen Gründen wurden solche Versuche rasch wieder aufgegeben. Man erinnerte sich des alten Kinderspieles, Münzen mit Graphitstiften auf Papier durchzureiben (Frottage) und benutzte dieses Verfahren nun zur Wiedergabe der Darstellungen auf den Metallplatten. Die besten Ergebnisse brachte hier die Verwendung von Wachsstiften, die heute speziell für diesen Zweck angefertigt werden und in Großbritannien im Kunstbedarfshandel und in Bastelgeschäften erhältlich sind.
Größere Studiensammlungen von Abrieben besitzen die Society of Antiquaries of London, die Cambridge University Library, die Ashmolean Library (Oxford), die British Library (London) und das Victoria and Albert Museum (London). Diese Sammlungen wurden bereits im 19. Jahrhundert angelegt und bewahren deshalb auch einige rubbings von heute verlorenen Platten.

## Die Technik
Neben den Wachsstiften wird eigentlich nur Papier und Klebeband benötigt. Die Papierbahn wird mittels des Klebebandes auf der Platte fixiert und glatt gestrichen. Anschließend reibt man mit dem Wachsstift vorsichtig auf dem Papier, so dass sich die Darstellung sauber überträgt. Die eingravierten Linien zeichnen sich in der Farbe des Papiers von der eingefärbten Fläche ab. Die Anfertigung eines großen Abriebes dauert mehrere Stunden, manchmal werden hierzu verschiedenfarbige Stifte benutzt. Die meisten rubbings werden jedoch einfarbig erstellt, meist mit schwarzem Wachs auf weißem Papier. Ein sachgerecht ausgeführter Abrieb ist für das Original völlig ungefährlich. Gegenüber der Fotografie bietet das Verfahren deutliche Vorteile: Auch kleinste Details werden verzerrungsfrei und in Originalgröße wiedergegeben. Die Papierbahnen lassen sich gerollt leicht aufbewahren, es können auch größere Studiensammlungen angelegt werden.
Jedoch werden die meisten rubbings heute zu Dekorationszwecken hergestellt. Das „brass rubbing“ ist in England ein weit verbreiteter Zeitvertreib. Besonders gerne werden die Darstellungen von Rittern in Kettenpanzern oder Harnischen abgerieben. Viele Liebhaber dieses Hobbys sind in der Monumental Brass Society organisiert. Dieser Verein hat sich die Erforschung der gravierten Grabplatten Europas und die Verbreitung der Technik des brass rubbing zur Aufgabe gemacht.
Neben den gravierten Metallplatten kommen auch ähnliche Steindenkmäler (incised slabs) vor. Die Oberflächen dieser Monumente sind natürlich wesentlich empfindlicher, ein rubbing würde meist zu Beschädigungen führen. Eine schonende Alternative ist hier das dabbing, das Wachs oder die Farbe wird also mittels eines Stoffballens vorsichtig auf das Papier aufgetupft. Durch den fehlenden Druck führt dieses Verfahren jedoch zu schlechteren Ergebnissen; es wird hauptsächlich zu Dokumentationszwecken angewendet.